# Хумене (окръг)
Окръг Хумене (на словашки: okres Humenné) е окръг в Прешовския край на Словакия. Център на окръга и негов най-голям град е едноименният Сеница. Площта му е 754,2 км², а населението е 60 126 души (по преброяване от 2021 г.).

## Статистически данни
Национален състав:
- словаци – 88,8%
- русини – 3,1%
- цигани – 1,3%

Конфесионален състав:
- католици – 63,4%
- гръкокатолици – 16,2%
- православни – 3,2%
- лютерани – 0,5%